# Dicroto
Dicroto es una palabra de origen griego (dikrotos) δί-χροτος , doble pulsación.
Se utiliza en medicina para referirse a las situaciones en las que en el pulso aparece una onda secundaria. Generalmente provoca la impresión de que se produce un doble latido a cada contracción cardíaca.